# Outcast Islands
Die Outcast Islands (von englisch outcast ‚ausgestoßen, verbannt, vertrieben‘) sind eine Gruppe zweier kleiner, 800 m auseinanderliegender Inseln und sie umgebender Klippenfelsen im Palmer-Archipel vor der Westküste der Antarktischen Halbinsel. Sie liegen 3 km südwestlich des Bonaparte Point vor der Südwestküste der Anvers-Insel.
Das UK Antarctic Place-Names Committee benannte sie 1957 nach ihrer isolierten Lage im Verhältnis zu den anderen Inseln in der Umgebung des Arthur Harbour.